# منظمة سياسية

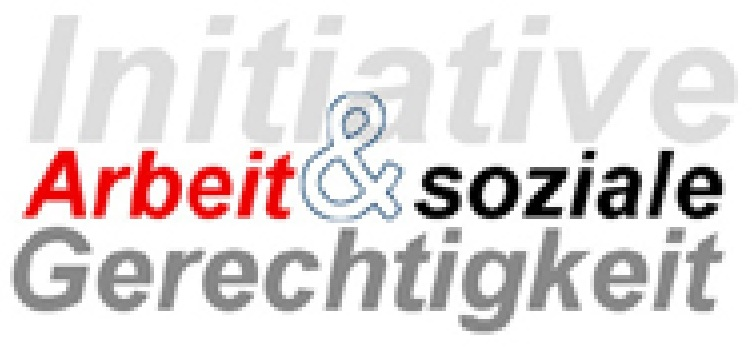
شعار مبادرة العمل والعدالة الاجتماعية (IASG): منظمة ألمانية قصيرة العمر (2003–2004) سعت إلى العدالة الاجتماعية

منظمة سياسية هو أي منظمة تنخرط في العملية السياسية، بما في ذلك الأحزاب السياسية، والمنظمات غير الحكومية، وجماعات الدعوة وجماعات المصالح الخاصة. المنظمات السياسية هي تلك المنخرطة في الأنشطة السياسية (مثل الضغط السياسي، تنظيم المجتمع، والدعاية السياسيّة، إلخ) بهدف تحقيق أهداف سياسية محددة بوضوح، والتي تفيد عادة مصالح أعضائها.
في حين أن الأحزاب هي نوع واحد من المنظمات السياسية التي قد تشارك في بعض أو كل هذه الأنشطة، فهي متميزة من حيث أنها تركّز عادة على دعم المرشحين للمناصب العامة، الفوز في الانتخابات والسيطرة على الحكومة.

## الأحزاب السياسية
النوع الأكثر شهرة في المنظمة السياسية هو الحزب السياسي. تشارك الأحزاب السياسية بشكل مباشر في العمليات السياسية للبلدان ذات النظم الحزبية، والتي توجد بها عدة أنواع.
بعض الأنواع الأكثر شيوعًا هي أنظمة ديمقراطية متعددة الأحزاب، الحزب الواحد، ونظام حكم الحزبين.

### النظم الديمقراطية
في الأنظمة الديمقراطية متعددة الأحزاب مثل الهند وباكستان وغيرها، ليس هناك أي قيود على عدد الأحزاب المسموح لها بالعمل في أي وقت. وبموجب هذه الأنواع من الأنظمة، يكون للناس حرية المشاركة في العملية السياسية من خلال الانتخابات وتشكيل أحزابهم السياسية كما يشاؤون.
أمثلة على أنظمة التعددية الحزبية هي:
- بنغلاديش
- كندا
- فرنسا
- ألمانيا
- الهند
- إيطاليا
- باكستان
- جنوب أفريقيا
- تايوان

### أنظمة الحزب الواحد
في أنظمة الحزب الواحد، يسيطر حزب سياسي واحد على الحكومة. على خلاف الأنظمة الأخرى، لا تقدم أنظمة الأحزاب الفردية امتيازات ديمقراطية للمواطنين بالضرورة. وهذا يعني أن المواطنين ليس لديهم رأي يذكر فيما يتعلق بالمواضيع السياسية.
أمثلة على أنظمة الحزب الواحد هي:
- الصين
- كوبا
- لاوس
- كوريا الشمالية
- فيتنام

### أنظمة حكم الحزبين
إن أنظمة حكم الحزبين تشبه أنظمة التعددية الحزبية في أن السلطة لا تتركز في طرف واحد، وعلى الأطراف أن تنظر في رأي الجمهور العام من أجل الاحتفاظ بالسلطة من خلال الفوز في الانتخابات. ومع ذلك، فإن أنظمة الحزبين تقيد حقوق الشعب الديمقراطية من خلال عدم السماح للمواطن بتأسيس أحزابه السياسية الخاصة.
معظم أنظمة حكم الحزبين هي أنظمة متعددة الأحزاب تقنيًا لكن كل السلطة تتركز بشكل فعّال بين حزبين أو ائتلافات.
أمثلة على أنظمة حكم الحزبين هي:
- الولايات المتحدة
- نيبال

## ائتلاف الأحزاب
نوع آخر من المنظمات السياسية هو ائتلاف الأحزاب. ائتلاف الأحزاب هو مجموعة من الأحزاب السياسية التي تعمل معًا في البرلمان. في كثير من الأحيان، يتم تشكيل ائتلافات حزبية بعد إجراء الانتخابات ولم يفز أي حزب بشكل واضح بمقعد الأغلبية في البرلمان (على سبيل المثال، حكومة الكونغرس الأمريكي-الكونغرس في دلهي). يتم تشكيل ائتلافات أخرى قبل الانتخابات وهي بالفعل اتفاقيات بين طرفين أو أكثر للتشارك في الانتخابات ومتابعة أجندات مماثلة (على سبيل المثال التحالف الوطني الديمقراطي في الهند والائتلاف الليبرالي/الوطني في أستراليا).

### النقابات العمالية
نقابة العمال، هي منظمة سياسية تشكلت لتعزيز مصالح العمال.
للنقابات العمالية دورًا مختلفًا في السياسة الحديثة، بما في ذلك:
- تنظيم إضرابات وإضرابات عامة.
- التفاوض مع أصحاب العمل نيابة عن العمال.
- التأكد من عدم طرد العمال دون دفع المرتبات المالية في نهاية الخدمة.
- التأكد من حصول العمال على رواتب معقولة.

على خلاف المنظمات السياسية الأخرى، لا تشارك النقابات العمالية بشكل مباشر في الانتخابات، على الرغم من أنها قد تقوم بحملات للأحزاب والسياسيين الذين يدعمون مواقفهم. إن نقابة العمال هي طريقة للعمال للحفاظ على الوحدة والحفاظ على حقوقهم. في كثير من الأحيان، تُزعِج الشركات الكبرى مبدأ نقابة العمال لأنها تؤدي إلى أنظمة تشغيلية أشد تقيد.